# Wapen van Beerta

Het wapen van Beerta

Het wapen van Beerta werd op 4 juni 1870 bij Besluit door de minister van Binnenlandse Zaken aan de Groninger gemeente Beerta toegekend. In 1990 werden de gemeenten Beerta, Finsterwolde en Nieuweschans samengevoegd tot de nieuwe gemeente Beerta. Vanaf 1 juli 1991 is het wapen niet langer als gemeentewapen in gebruik omdat de gemeente Beerta zich hernoemde in de gemeente Reiderland. De rooster uit het wapen van Beerta is overgenomen in het wapen van Reiderland.

## Blazoenering
De blazoenering van het wapen luidt als volgt:
Van goud, beladen met een Heiligen Laurentius in natuurlijke kleur, gekleed in een onderkleed van lazuur, met de linkerhand opnemende een bovenkleed of mantel van keel en in de regterhand vasthoudende eene rooster van keel.

## Verklaring
In 1462 werd in Beerta een nieuwe kerk gebouwd, een voorloper van het huidige gebouw, waarbij de bezittingen van de parochie van Ulsda naar Beerta werden overgebracht. Hierbij bevond zich ook een beeld van de heilige Lambertus. Hierna werd in Beerta - volgens een verklaring uit 1563 - nog lange tijd het zegel van Ulsda gebruikt. De pastoor noemde zich dan ook pastoor van Ulsda en vicaris van Beerta.
De oorspronkelijke patroonheilige van Beerta was echter Bartholomeus, genoemd in documenten uit 1509 en 1515, en van 1569 tot 1603 gebruikt als persoonlijk zegel van de dorpspastoors; één dorpspastoor bediende zich in 1562 van een afbeelding van Lambertus. Als officieel kerspelzegel diende al in 1609 een afbeelding van Laurentius. Mogelijk was dit de oorspronkelijke patroonheilige van Ulsda; elders was echter sprake van Sunt Lambert van den Ulsda. Diens afbeelding is vervolgens overgenomen in het gemeentewapen van Beerta. Volgens de site van Nederlandse Gemeentewapens zouden in Ulsda een of meer kloosters hebben gestaan, maar dat berust op een misverstand. De rooster verwijst naar de foltering van Laurentius op een rooster boven een vuur.

## Verwante wapens

Wapen van Reiderland